# Grootkopdeukschildpad
De grootkopdeukschildpad (Acanthochelys macrocephala) is een schildpad uit de familie slangenhalsschildpadden (Chelidae).

## Naam en indeling
De wetenschappelijke naam van de soort werd voor het eerst voorgesteld door Anders Gunnar Johannes Rhodin, Russell Alan Mittermeier en J. Robert McMorris in 1984. Oorspronkelijk werd de wetenschappelijke naam Platemys macrocephala gebruikt. De wetenschappelijke soortnaam is een samenstelling van Oudgrieks μακρός (makros), 'lang' en κεφαλή (kephalē), 'hoofd/kop'.

## Uiterlijke kenmerken
De vrouwtjes bereiken een maximale schildlengte tot 29,5 centimeter, mannetjes blijven kleiner. Hiermee is het de grootste soort van het geslacht Acanthochelys. De kop is relatief groot en heeft een grijsbruine kleur met een gele keel, ook het trommelvlies is geel. De schubben aan de bovenzijde van de kop zijn vergroot. De schildkleur is donkerbruin tot zwart, jongere dieren hebben een lichtere kleur. Tussen de marginaalschilden (aan de rand) en de rugschilden is een soort goot-achtige verdieping aanwezig.

## Levenswijze
De afzet van de eieren vindt aan het eind van het natte seizoen plaats, in april en mei. De jongen worden tussen december en maart geboren. De soort leeft vooral van waterslakken die met de grote kop gekraakt worden.

## Verspreiding en habitat
De grootkopdeukschildpad komt voor in delen van Zuid-Amerika en leeft in de landen Argentinië, Bolivia, Brazilië en Paraguay. De schildpad leeft verschilende typen draslanden zoals moerassen, zowel tijdelijke als permanente wateren zoals meren en rivieren en komt ook in brak water voor. De soort is aangetroffen op een hoogte van ongeveer 500 meter boven zeeniveau.

## Beschermingsstatus
Door de internationale natuurbeschermingsorganisatie IUCN is de beschermingsstatus 'gevoelig' toegewezen (Near Threatened of NT).